# Mike Johnson (politico)
James Michael Johnson, detto Mike (Shreveport, 30 gennaio 1972), è un politico statunitense, dal 25 ottobre 2023 Speaker della Camera dei Rappresentanti degli Stati Uniti d'America e membro della Camera dei Rappresentanti per lo stato della Louisiana dal 2017. Johnson è membro del Partito Repubblicano ed è un esponente della corrente ultraconservatrice cristiana religiosa del partito.

## Biografia
Nato a Shreveport, Johnson studiò giurisprudenza all'Università statale della Louisiana e successivamente intraprese la professione di avvocato. Entrato in politica con il Partito Repubblicano, nel 2015 prese parte a un'elezione speciale per la Camera dei rappresentanti della Louisiana e riuscì ad essere eletto in mancanza di avversari. Fu riconfermato per un mandato pieno alcuni mesi dopo, concorrendo nuovamente senza avversari. Nel 2016, quando il deputato John C. Fleming lasciò la Camera dei rappresentanti per candidarsi infruttuosamente al Senato, Johnson lasciò la legislatura statale per concorrere al seggio del Congresso e riuscì a farsi eleggere deputato.
Johnson è un repubblicano di ideologia conservatrice.

### Speaker della Camera dei rappresentanti (2023-)
Dopo la deposizione di Kevin McCarthy da Speaker della Camera dei rappresentanti ed il fallimento delle candidature del Leader di Maggioranza Steve Scalise (ritiratosi prima del voto), Jim Jordan (ritiratosi dopo i primi tre scrutini, nei quali risulta sconfitto per via del voto contrario di diversi ribelli Repubblicani) e Tom Emmer (ritiratosi prima del voto), il 25 ottobre 2023 Mike Johnson viene eletto con 220 voti su 429 nuovo Speaker della Camera dei Rappresentanti.
Il 3 gennaio 2025, durante la prima riunione del 119º Congresso, viene riconfermato Speaker al primo turno di votazioni con 218 voti su 434, in seguito alla rettifica del voto di due rappresentanti (originariamente, infatti, egli aveva mancato l’elezione per appello nominale).

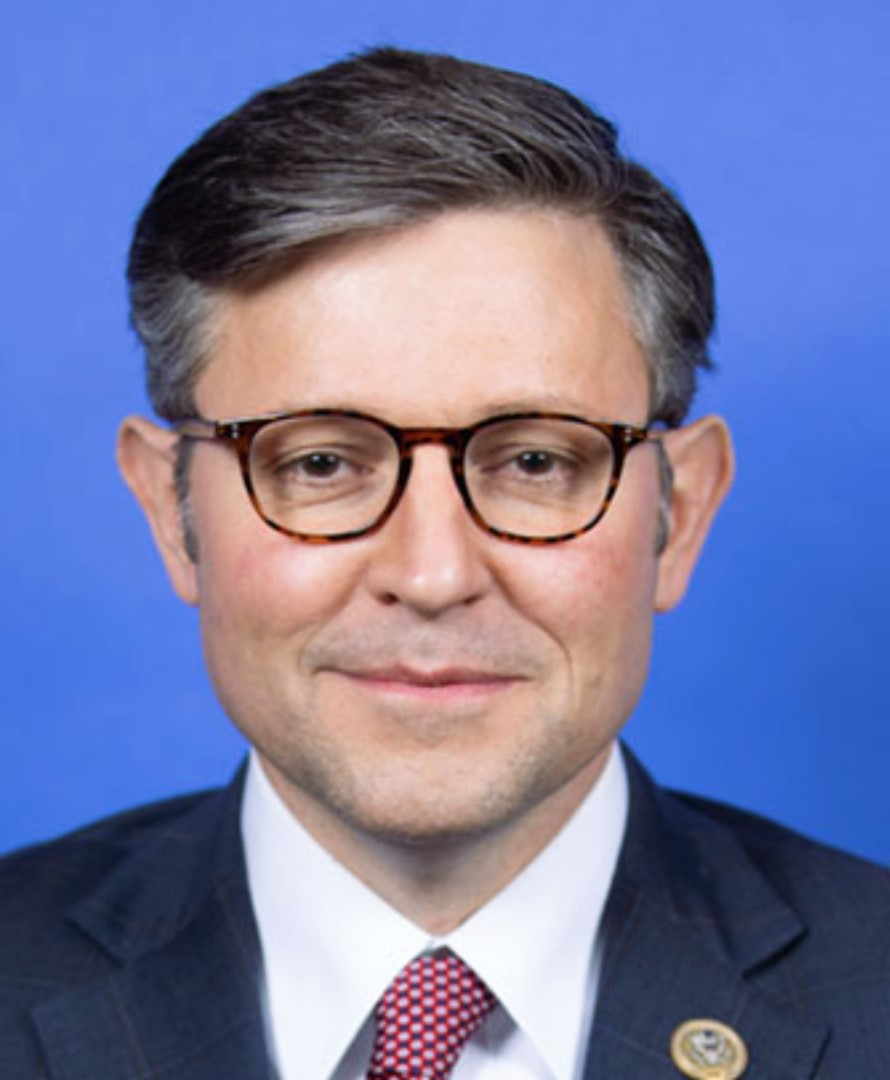
Ritratto ufficiale di Mike Johnson come Speaker della Camera dei rappresentanti degli Stati Uniti

Johnson è il primo Speaker proveniente dallo Stato della Louisiana.

## Posizioni politiche

### Diritti civili

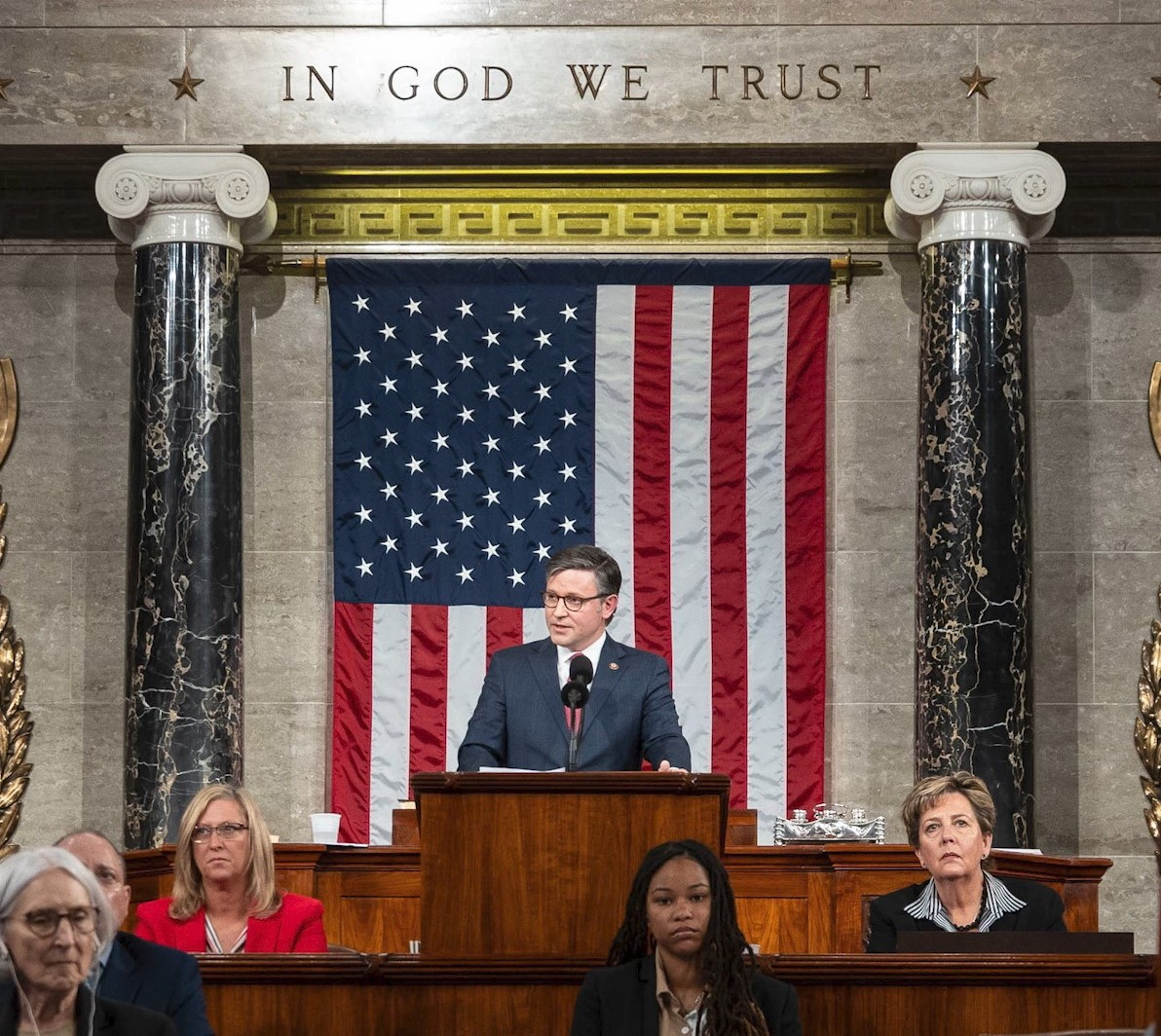
Primo discorso di Johnson da Speaker della Camera dei rappresentanti

Johnson fa parte della fazione di destra cristiana del Partito Repubblicano. Il discorso inaugurale di Johnson come presidente della Camera dei rappresentanti ha sottolineato le basi religiose della sua politica, comprese "posizioni ultraconservatrici sull'aborto [...] e sui matrimoni tra persone dello stesso sesso". Il suo profilo politico è stato definito dalla sua netta opposizione ai diritti dei gay.

### Donald Trump

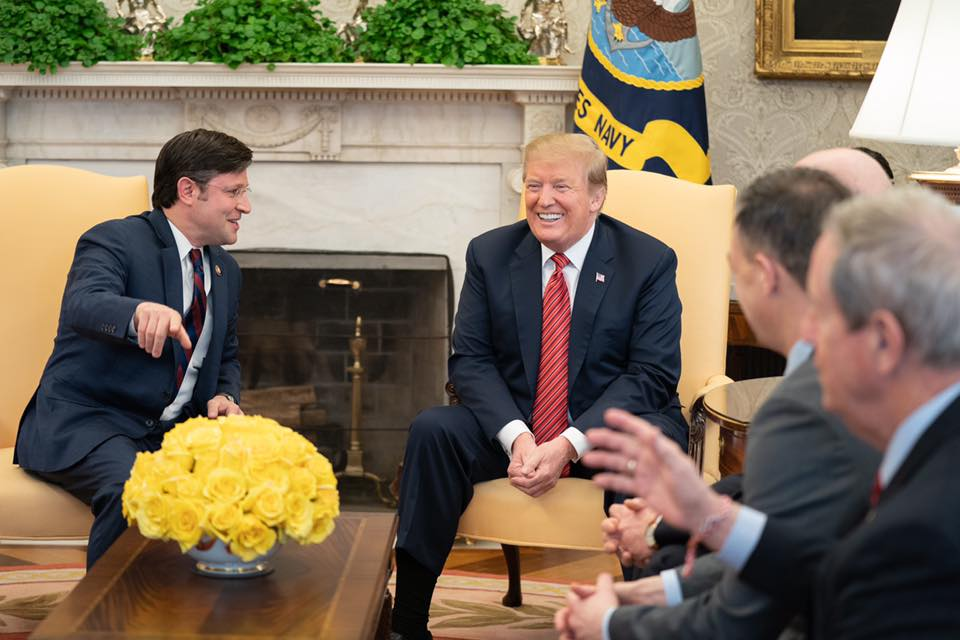
Johnson con il presidente Donald Trump nel 2019

Nel 2019, Johnson ha dichiarato: "Il presidente Trump ha collaborato pienamente con l'indagine [del procuratore speciale Mueller]". Il Rapporto Mueller ha rilevato: "Il presidente ha lanciato attacchi pubblici contro l'indagine e le persone coinvolte in essa che potrebbero possedere prove contrarie al presidente, mentre in privato, il presidente si è impegnato in una serie di sforzi mirati per controllare l'indagine". Ciò includeva il tentativo di licenziare Mueller e le pressioni sull'allora procuratore generale Jeff Sessions affinché limitasse le indagini.
Nel 2019, durante il primo impeachment di Donald Trump, Johnson difese Trump dicendo ai funzionari della Casa Bianca di ignorare le citazioni del Congresso in quanto "legittimo privilegio esecutivo nell'immunità legale". Johnson è stato membro della squadra di difesa legale di Trump durante i processi di impeachment del Senato del 2019 e del 2021, che hanno portato ad assoluzioni.
All'inizio di novembre 2020, dopo che molti sondaggisti e organi di stampa avevano definito le elezioni presidenziali degli Stati Uniti del 2020 a favore di Joe Biden rispetto a Donald Trump, Johnson ha affermato di aver parlato con Trump due volte, raccontando di aver esortato Trump a "ricorrere ad ogni rimedio legale disponibile per ripristinare la fiducia degli americani nell'equità del nostro sistema elettorale", e di essere rincuorato dall'intenzione di Trump di garantire "che tutti i casi di frode e illegalità siano indagati e perseguiti".
Il 17 novembre 2020, Johnson ha dichiarato: "Conosci le accuse su queste macchine per il voto, alcune delle quali sono truccate con questo software da Dominion, c'è molto merito in questo. E quando il presidente dice che le elezioni sono state truccate, ecco cosa sta parlando. La soluzione era dentro. [...] un sistema software utilizzato in tutto il paese che è sospetto perché proviene dal Venezuela di Hugo Chávez". Nell'ottobre 2022, Johnson ha affermato di non aver mai sostenuto le affermazioni secondo cui si era verificata una massiccia frode nelle elezioni del 2020.

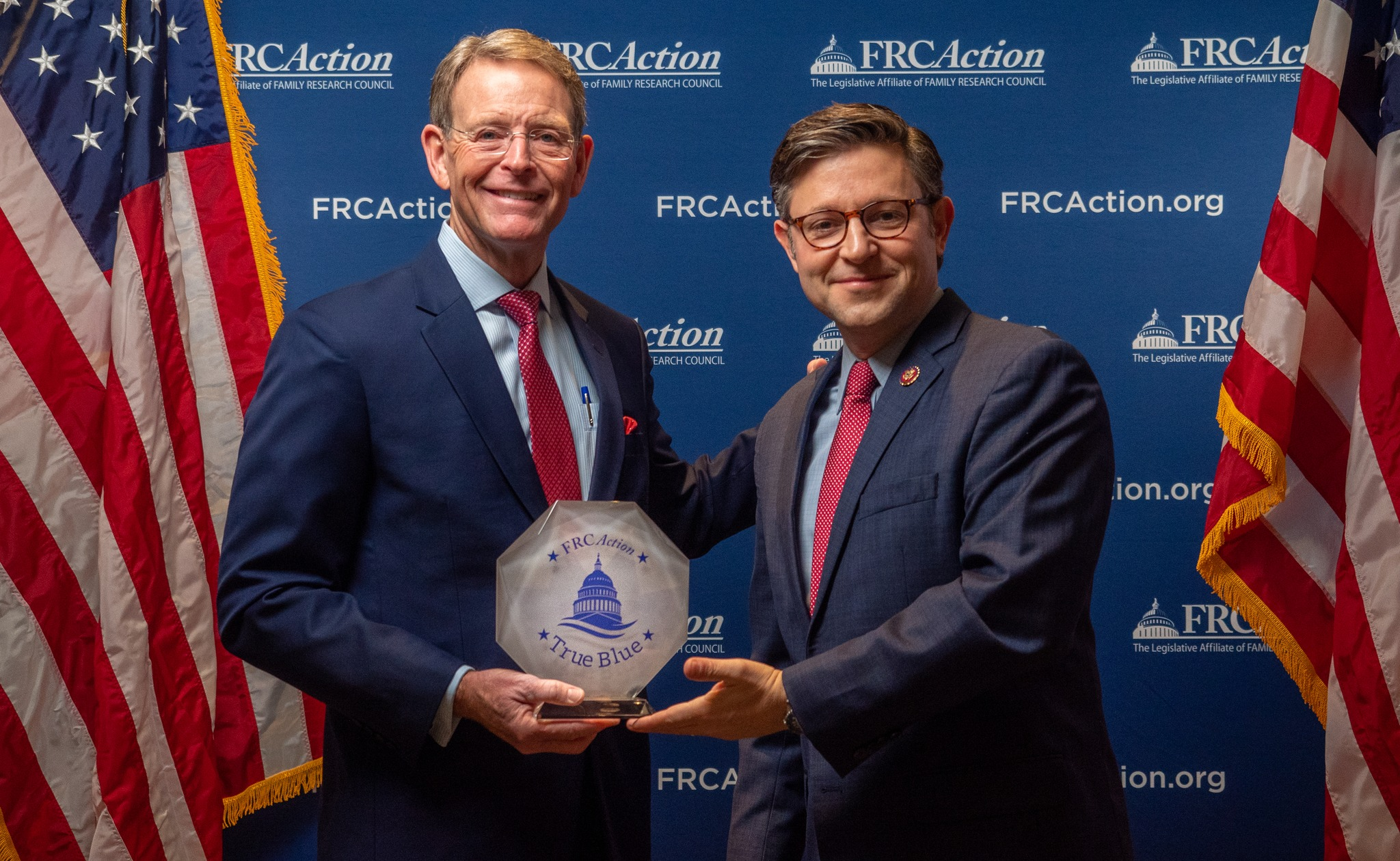
Johnson riceve il premio True Blue dal presidente del Family Research Council Tony Perkins nel 2023.

Nel dicembre 2020, Johnson ha condotto un'iniziativa che ha portato 126 membri repubblicani della Camera dei rappresentanti a firmare un amicus brief a sostegno del caso "Texas v. Pennsylvania" in merito ai risultati delle elezioni presidenziali del 2020, in cui Biden ha sconfitto il presidente Trump. La Corte Suprema ha rifiutato di esaminare il caso sulla base del fatto che il Texas non aveva la legittimazione ad agire, ai sensi dell'articolo III della Costituzione, per contestare i risultati di un'elezione tenuta da un altro stato.
Durante il conteggio dei voti del Collegio elettorale degli Stati Uniti del gennaio 2021, Johnson è stato uno dei 120 rappresentanti degli Stati Uniti che si sono opposti alla certificazione dei risultati delle elezioni presidenziali del 2020 da entrambi gli stati dell'Arizona e della Pennsylvania, mentre altri 19 rappresentanti degli Stati Uniti si sono opposti per uno di questi stati. Johnson è stato descritto dal New York Times come "il più importante architetto delle obiezioni del collegio elettorale", perché aveva sostenuto di respingere i risultati basandosi sull'argomento dell'"infermità costituzionale", e quindi convinto "circa tre quarti " degli obiettori ad utilizzare la sua logica. L'argomentazione di Johnson era che alcuni funzionari statali avevano violato la Costituzione allentando le restrizioni sul voto per corrispondenza o sul voto anticipato a causa della pandemia di COVID-19 senza consultare le legislature statali.

## Vita privata

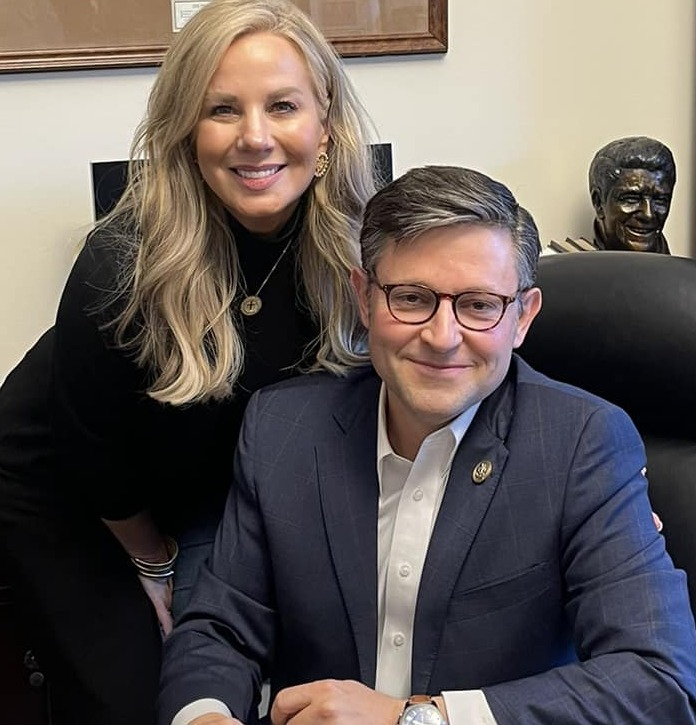
Johnson con sua moglie, Kelly

Johnson ha sposato sua moglie, Kelly, nel 1999. Hanno quattro figli e risiedono a Benton, Louisiana. Johnson ha detto che all'inizio della sua vita matrimoniale, lui e sua moglie hanno accolto un ragazzo afroamericano di 14 anni e lo considerano parte della loro famiglia.
Nel 2016, Johnson si è descritto innanzitutto come un cristiano. È un evangelico battista del sud. Johnson ha detto: "La mia fede informa tutto ciò che faccio".
Dal marzo 2022, Johnson e sua moglie hanno co-ospitato un podcast, "Truth Be Told", in cui discutono di affari pubblici e altre questioni da una prospettiva cristiana. Nel suo podcast, Johnson ha affermato che "la parola di Dio è, ovviamente, la fonte ultima di ogni verità" e ha attribuito il successo degli Stati Uniti come nazione leader al fatto che sono l'unica nazione fondata su una "dichiarazione di fede religiosa”.